# Municipio de Acorn
El municipio de Acorn (en inglés: Acorn Township) es un municipio ubicado en el condado de Polk en el estado estadounidense de Arkansas. En el año 2010 tenía una población de 1503 habitantes y una densidad poblacional de 11,45 personas por km².

## Geografía
El municipio de Acorn se encuentra ubicado en las coordenadas 34°38′24″N 94°14′41″O / 34.64000, -94.24472. Según la Oficina del Censo de los Estados Unidos, el municipio tiene una superficie total de 131.24 km², de la cual 130.81 km² corresponden a tierra firme y (0.33%) 0.43 km² es agua.

## Demografía
Según el censo de 2010, había 1503 personas residiendo en el municipio de Acorn. La densidad de población era de 11,45 hab./km². De los 1503 habitantes, el municipio de Acorn estaba compuesto por el 92.81% blancos, el 0.33% eran afroamericanos, el 2.53% eran amerindios, el 0.4% eran asiáticos, el 0.07% eran isleños del Pacífico, el 0.93% eran de otras razas y el 2.93% pertenecían a dos o más razas. Del total de la población el 3.73% eran hispanos o latinos de cualquier raza.